# بي. بي. ديكرسون
بي. بي. ديكرسون (بالإنجليزية: B. B. Dickerson)‏ هو موسيقي أمريكي، ولد في 3 أغسطس 1949.

## وصلات خارجية
- بي. بي. ديكرسون على موقع IMDb (الإنجليزية)
- بي. بي. ديكرسون على موقع ميوزك برينز (الإنجليزية)
- بي. بي. ديكرسون على موقع أول ميوزيك (الإنجليزية)
- بي. بي. ديكرسون على موقع أول ميوزيك (الإنجليزية)
- بي. بي. ديكرسون على موقع ديسكوغز (الإنجليزية)